# Stuff Like That There
| Recensione     | Giudizio |
| -------------- | -------- |
| Piero Scaruffi | [ 1 ]    |
| Pitchfork      | [ 2 ]    |
| Ondarock       | [ 3 ]    |

Stuff Like That There è il 17° album in studio del gruppo musicale statunitense Yo La Tengo, pubblicato nel 2015. Tranne alcuni che sono nuove versioni di brani del gruppo, tutti gli altri sono cover di brani di altri musicisti, in maniera simile ai contenuti dell'album Fakebook del 1990.

## Tracce
1. My Heart's Not In It (Cover di Darlene McCrea) – 2:48 (Gerry Goffin e Russ Titelman)
2. Rickety – 3:47 (Yo La Tengo)
3. I'm So Lonesome I Could Cry – 2:52 (Hank Williams)
4. All Your Secrets (nuova versione di un brano tratto da Popular Songs) – 3:18 (Yo La Tengo)
5. The Ballad of Red Buckets (nuova versione di un brano tratto da Electr-O-Pura) – 4:49 (Yo La Tengo)
6. Friday I'm in Love (Cover dei The Cure) – 3:11 (Boris Williams, Perry Bamonte, Porl Thompson, Robert Smith, Simon Gallup)
7. Before We Stopped to Think (Cover di Great Plains) – 2:59 (Billy Bruner, Dave Green, Mark Wyatt, Matt Wyatt, Ron House)
8. Butchie's Tune (Cover dei The Lovin' Spoonful) – 2:47 (Steve Boone)
9. Automatic Doom (cover dei The Special Pillow) – 2:37 (Dan Cuddy)
10. Awhileaway – 4:03 (Yo La Tengo)
11. I Can Feel the Ice Melting (Cover dei The Parliaments) – 2:36 (George Clinton, Tamala Lewis)
12. Naples (Cover dei Antietam) – 2:45 (Tim Harris)
13. Deeper Into Movies (nuova versione di un brano tratto da I Can Hear the Heart Beating as One) – 5:09 (Yo La Tengo)
14. Somebody's In Love – 2:06 (Lonnie Tolbert, Raymond Dancer)

## Formazione
- Ira Kaplan: voce e chitarra
- Georgia Hubley: voce e batteria
- James McNew: basso